# Primarias del Partido Demócrata de 2008 en el extranjero
La de primaria demócratas en el extranjero, 2008 es del 5 de febrero de 2008 (Súper Martes) hasta el 12 de febrero. La primera votación empezó a la media noche en Indonesia, con uno de los primeros resultados no oficiales vinieron de la estación en el hotel JW Marriott en Yakarta. De cerca de 100 votos, 75% fueron para el senador Barack Obama y 25% para la senadora Hillary Clinton. Los votos de media noche fueron para replicar la votación en  Dixville Notch, Nueva Hampshire durante la primaria de Nueva Hampshire.  Los Demócratas en el exterior anunciaron los resultados mundialmente el 21 de febrero de 2008, declarando a Barack Obama el ganador.

## Resultados
| Clave: | Candidatos que se han retirado. |

| Primaria presidencial de Demócratas en el extranjero, 2008 100% de los precintos reportados | Primaria presidencial de Demócratas en el extranjero, 2008 100% de los precintos reportados | Primaria presidencial de Demócratas en el extranjero, 2008 100% de los precintos reportados | Primaria presidencial de Demócratas en el extranjero, 2008 100% de los precintos reportados |
| Candidato                                                                                   | Votos                                                                                       | Porcentaje                                                                                  | Votos de delegados nacionales                                                               |
| ------------------------------------------------------------------------------------------- | ------------------------------------------------------------------------------------------- | ------------------------------------------------------------------------------------------- | ------------------------------------------------------------------------------------------- |
| Barack Obama                                                                                | 15,214                                                                                      | 65.8%                                                                                       | 3                                                                                           |
| Hillary Clinton                                                                             | 7,501                                                                                       | 32.5%                                                                                       | 1½                                                                                          |
| John Edwards                                                                                | 159                                                                                         | 0.7%                                                                                        | 0                                                                                           |
| Dennis Kucinich                                                                             | 143                                                                                         | 0.6%                                                                                        | 0                                                                                           |
| Bill Richardson                                                                             | 19                                                                                          | 0.1%                                                                                        | 0                                                                                           |
| Joe Biden                                                                                   | 15                                                                                          | 0.1%                                                                                        | 0                                                                                           |
| Indecisos                                                                                   | 54                                                                                          | 0.2%                                                                                        | 0                                                                                           |
| Totals                                                                                      | 23,105                                                                                      | 100.00%                                                                                     | 4½                                                                                          |

En las primarias se escogieron a 9 delegados, en la cual tendrán la mitad de los votos en la Convención Nacional Demócrata de 2008.

### Convención Global
| Convención Global de las primarias de los demócratas en el extranjero, 2008 | Convención Global de las primarias de los demócratas en el extranjero, 2008 | Convención Global de las primarias de los demócratas en el extranjero, 2008 | Convención Global de las primarias de los demócratas en el extranjero, 2008 |
| Candidato                                                                   | Votos                                                                       | Porcentajes                                                                 | Votos de delegados nacionales                                               |
| --------------------------------------------------------------------------- | --------------------------------------------------------------------------- | --------------------------------------------------------------------------- | --------------------------------------------------------------------------- |
| Barack Obama                                                                | 1½                                                                          | 60.00%                                                                      | 4½                                                                          |
| Hillary Clinton                                                             | 1                                                                           | 40.00%                                                                      | 2½                                                                          |
| Total                                                                       | 2½                                                                          | 100.00%                                                                     | 7                                                                           |